# Clerota budda
Clerota budda är en skalbaggsart som beskrevs av Hippolyte Louis Gory och Achille Rémy Percheron 1833. Clerota budda ingår i släktet Clerota och familjen Cetoniidae. Inga underarter finns listade i Catalogue of Life.